# Sinphet Kruaithong
Sinphet Kruaithong (22 de agosto de 1995) é um halterofilista tailandês.
Representou a Tailândia no halterofilismo nos Jogos Olímpicos de Verão de 2016, no Rio de Janeiro, onde conquistou a medalha de bronze na categoria até 56 kg masculino, com um total de 289 kg.